# Château-la-Vallière
Château-la-Vallière es una comuna francesa situada en el departamento de Indre y Loira, en la región de Centro-Valle del Loira.

## Demografía
| 1431 | 1530 | 1592 | 1628 | 1482 | 1535 | 1597 | 1719 | 1720 |
| Para los censos de 1962 a 1999 la población legal corresponde a la población sin duplicidades (Fuente: INSEE [Consultar]) |      |      |      |      |      |      |      |      |